# Compagnie du chemin de fer de Saint-Étienne à la Loire
La Compagnie du chemin de fer de Saint-Étienne à la Loire construisit et exploita la première ligne de chemin de fer commerciale d'Europe continentale. Ouverte en 1827 entre le lieu-dit le Pont-de-l’Âne, dans l'ancienne commune d’Outre-Furan, et le port d’Andrézieux, elle précéda de quelques mois la ligne Budweis–Linz, en Bohême.
L'apparition de ce nouveau moyen de transport dans la région stéphanoise s'intégrait, à l'origine, à un projet industriel d'ampleur concernant l'ensemble du bassin dont la mise en œuvre fut confiée aux ingénieurs des mines Beaunier et de Gallois.
Le développement local du chemin de fer autour de Saint-Étienne favorisa le développement du bassin houiller stéphanois, premier producteur de charbon français jusqu’aux années 1840. Toutefois, la répartition des voies ferrées entre des compagnies distinctes qui ne se coordonnaient pas, aux obligations non homogènes de leur cahier des charges respectif et connaissant pour certaines des difficultés financières, incitèrent les responsables de la Compagnie des mines de la Loire (avec l’aide du Crédit mobilier) à fusionner les différentes compagnies ferroviaires en 1852, et ainsi conforter la position dominante de la compagnie minière sur le bassin.

## Contexte

### Contexte économique

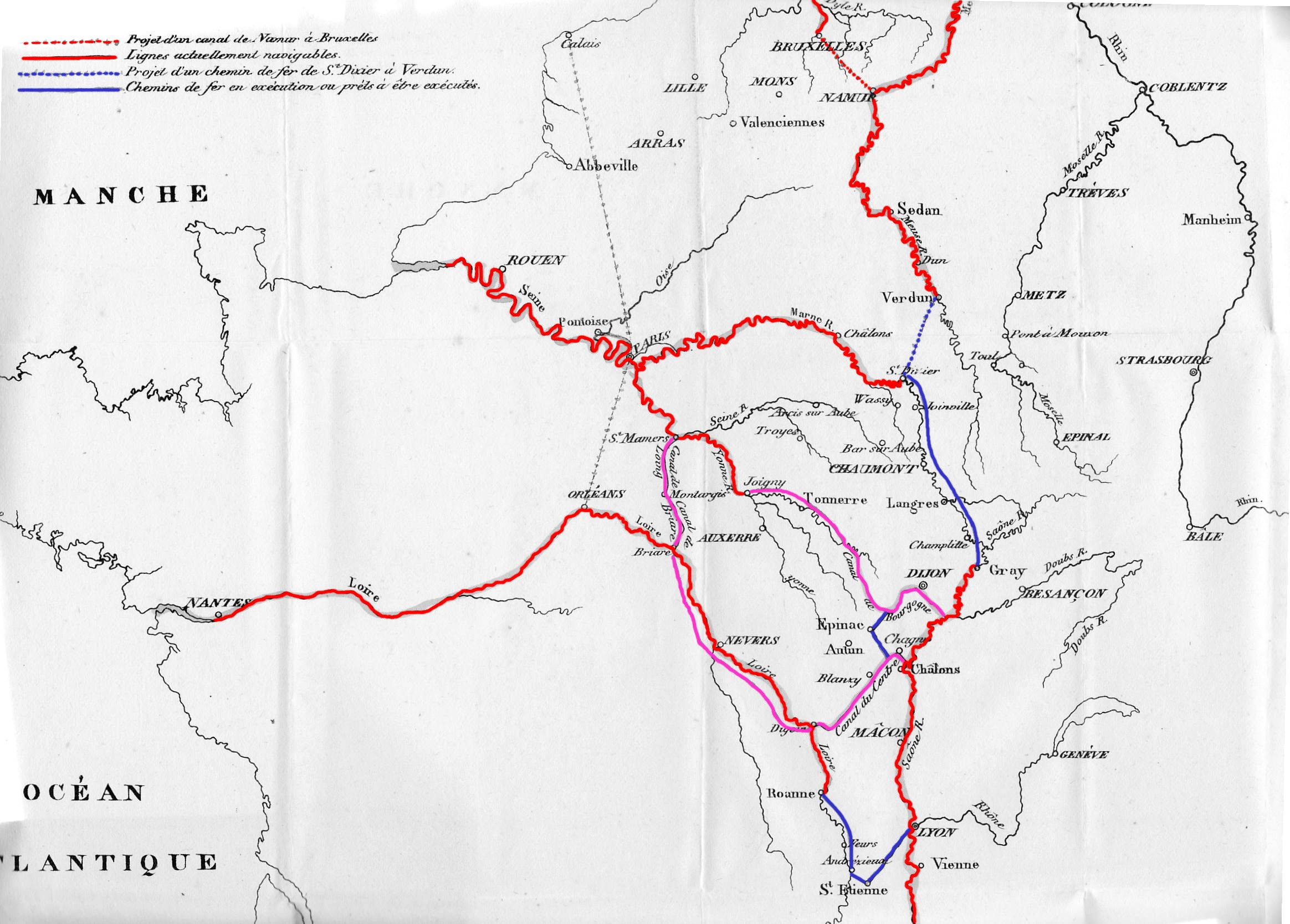
Système de communication (voie d’eau et chemin de fer construits ou en projet) d’après H. Fournel en 1829.

Sous l'Empire, à la suite de la loi de 1810 disposant de l'exploitation des mines, l'administration des mines confia la topographie du bassin houiller de la Loire et la définition du périmètre des concessions (1812-1813) à Beaunier.
Au lendemain de l'Empire, la perte des départements belges et allemands producteurs de charbon fit progressivement du bassin de la Loire le premier bassin producteur de charbon de France. Ce dernier nécessitait une modernisation de son réseau de communication afin de lui ouvrir de nouveaux débouchés, principalement la sidérurgie de Fourchambault et l’approvisionnement de Paris par la Loire.
En effet, le transport de la houille s’effectuait à dos de mulets, peu à peu remplacés par de lourds chariots tirés par des bœufs, tant vers la Loire que vers le Rhône. Mais ce trafic accéléra la dégradation du réseau routier existant, incapable de supporter de telles charges.
Seul le canal de Givors, ouvert le 6 décembre 1780, fournissait une alternative au transport terrestre. Prélude à un projet non réalisé d’un canal de jonction entre la Loire et le Rhône, il aboutit d'abord à Rive-de-Gier, puis fut prolongé au début des années 1830 jusqu’à La Grand-Croix. Outre son tarif prohibitif, il ne desservait que le versant est du bassin, vers le Rhône, et ne répondait que partiellement aux besoins d’écoulement de la houille.

### Contexte technique

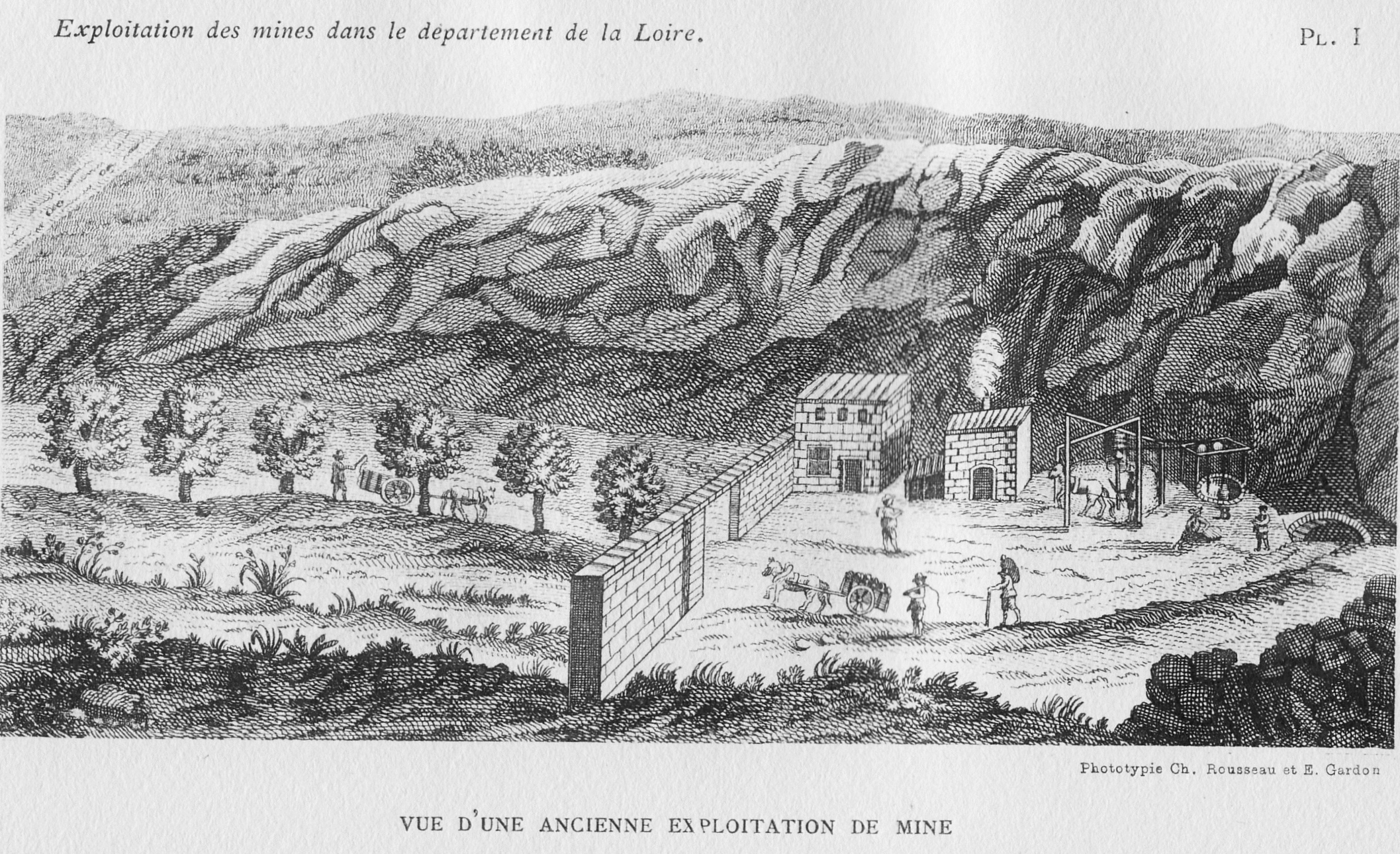
Exploitation d'une mine dans le département de la Loire au XVIIIe siècle.

À la Restauration, le corps des Ponts et Chaussées accoutumé par tradition aux voies routières et navigables, n’était pas préparé à l’émergence du chemin de fer comme nouveau mode de transport. Ce dernier, originellement voué à la desserte intérieure des usines, carrières ou des carreaux de mines, a retenu en revanche toute l’attention des ingénieurs des mines, chargés depuis 1810 entre autres missions du contrôle des machines à vapeur (fixes), qui en seront les promoteurs pour un développement en un vaste réseau à l’échelle du pays.
À la suite de « voyages de découverte » des ingénieurs en Grande-Bretagne, désormais « ouverte » après la fin du blocus napoléonien, l’intérêt pour les chemins de fer crée un contexte d’incertitude quant aux avantages du canal comparé à la voie ferrée.
Déjà en 1814, l’ingénieur des mines Moisson-Desroches adressait à l’empereur un mémoire relatif à l’établissement de sept grandes voies ferrées pour « abréger les distances dans l’Empire ».

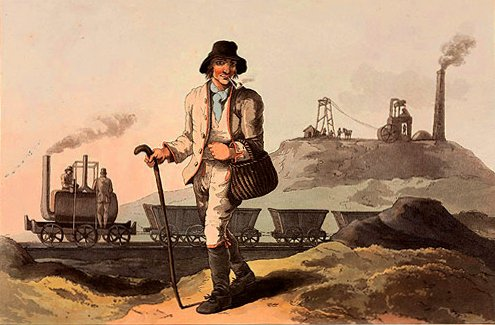
La mine de charbon de Middleton et la locomotive de Blenkinsop en 1814.

En 1815, un article de l’ingénieur des mines Burdin fait valoir l’intérêt de « nouveaux moteurs, plus abondants, plus répandus et moins dispendieux que ceux connus jusqu’à présent » pour remplacer les chevaux et, ainsi, diminuer les coûts de transport des marchandises. La même année paraissait un article d’Andrieux relatif à la locomotive de Blenkinsop. Il s’agit du premier texte français décrivant précisément une locomotive à vapeur.
Puis, en 1817, parut un article anonyme titré « Note sur les rail-ways ou chemin de fer».
L’ingénieur des mines de Gallois publia, en 1818, un article circonstancié sur les chemins de fer à son retour de son voyage en Angleterre consacré à l’industrie sidérurgique. Il recommande alors la construction d’un chemin de fer pour désenclaver le bassin stéphanois, préfigurant le chemin de fer de Saint-Étienne à Andrézieux. Aussi, Gallois peut-il être considéré comme l'initiateur de ce chemin de fer.
En outre, le bassin de la Loire a été l'objet entre 1815 et 1817 d'un projet industriel d'ampleur, inspiré du modèle britannique et confié aux ingénieurs. Ce projet d'un grand centre industriel regroupait la production de houille et de minerai de fer, des batteries de fours à coke, des forges et hauts-fourneaux et nécessitait la réalisation d'un réseau de transport adapté.

## Projet
Une première demande d'un chemin de fer fut faite par de Gallois en 1818, sans suite.
De Gallois, associé à Louis Frerejean riche industriel de Lyon, renouvela en 1820 sa demande d’autorisation de construire un chemin de fer de Saint-Étienne à la Loire, mais cette société renonça finalement au projet la même année.
En février 1821, Beaunier, Gallois et Boggio effectuent, aux frais d’une compagnie créée en 1820, un voyage en Angleterre pour étudier de près la construction des chemins de fer. À leur retour, la décision de construire un chemin de fer est prise. Beaunier importe en France des modèles en réduction.

## La concession

### La demande
Au retour de Beaunier, une demande de concession fut déposée, le 5 mai 1821, par Beaunier et Hochet.
Deux autres demandes de concession furent déposées ; une émanant de la Compagnie des mines de fer de Saint-Étienne de Gallois le 26 juillet 1821, une autre émanant de Louis Frerejean père et fils le 10 août 1821. Ces deux postulants traitèrent finalement avec la compagnie de Beaunier dont ils prirent des actions en contrepartie de l’assurance de l’achat de fonte auprès d’eux.

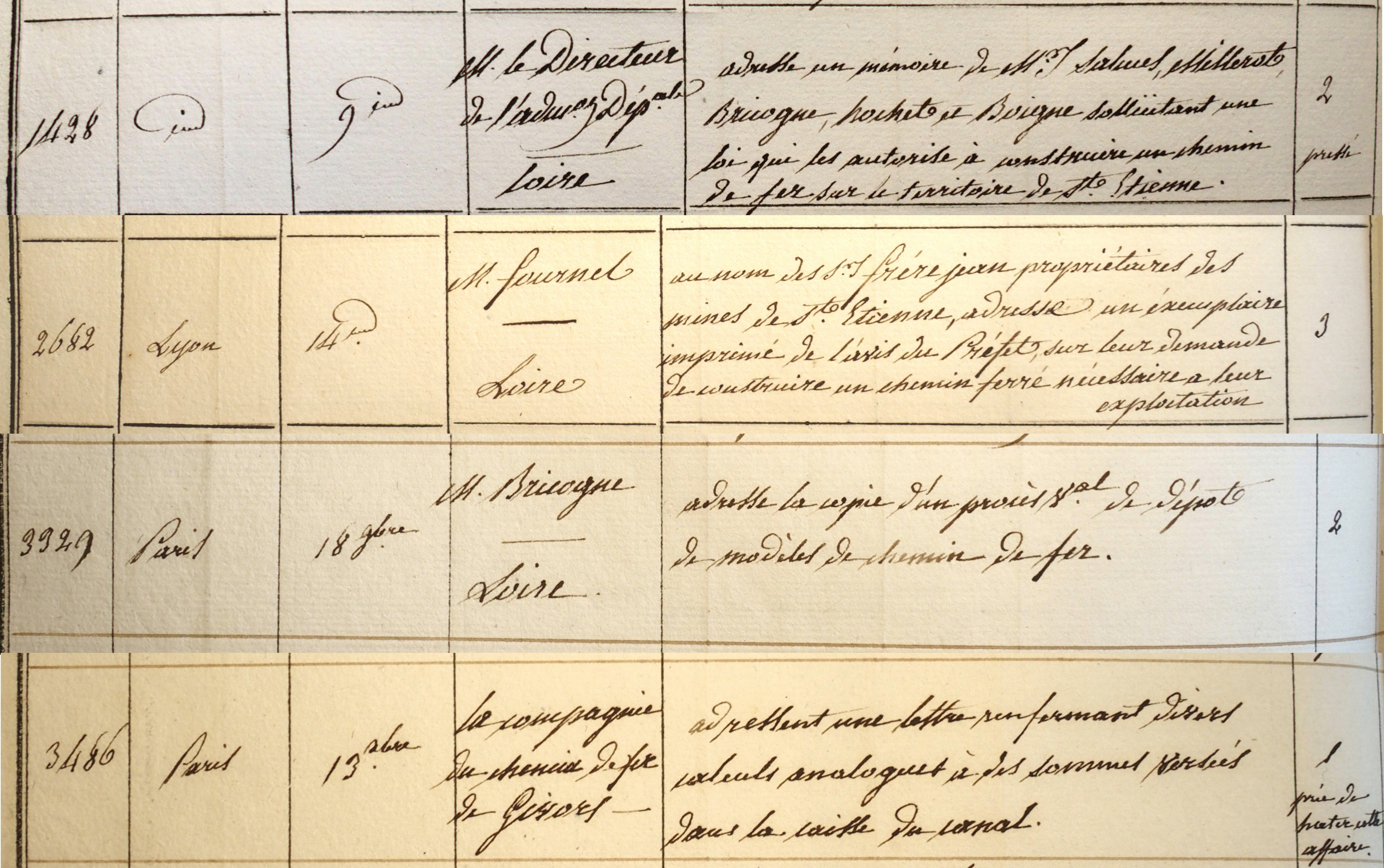
Divers enregistrements de courriers en 1821 relatifs au chemin de fer de Saint-Étienne à la Loire.

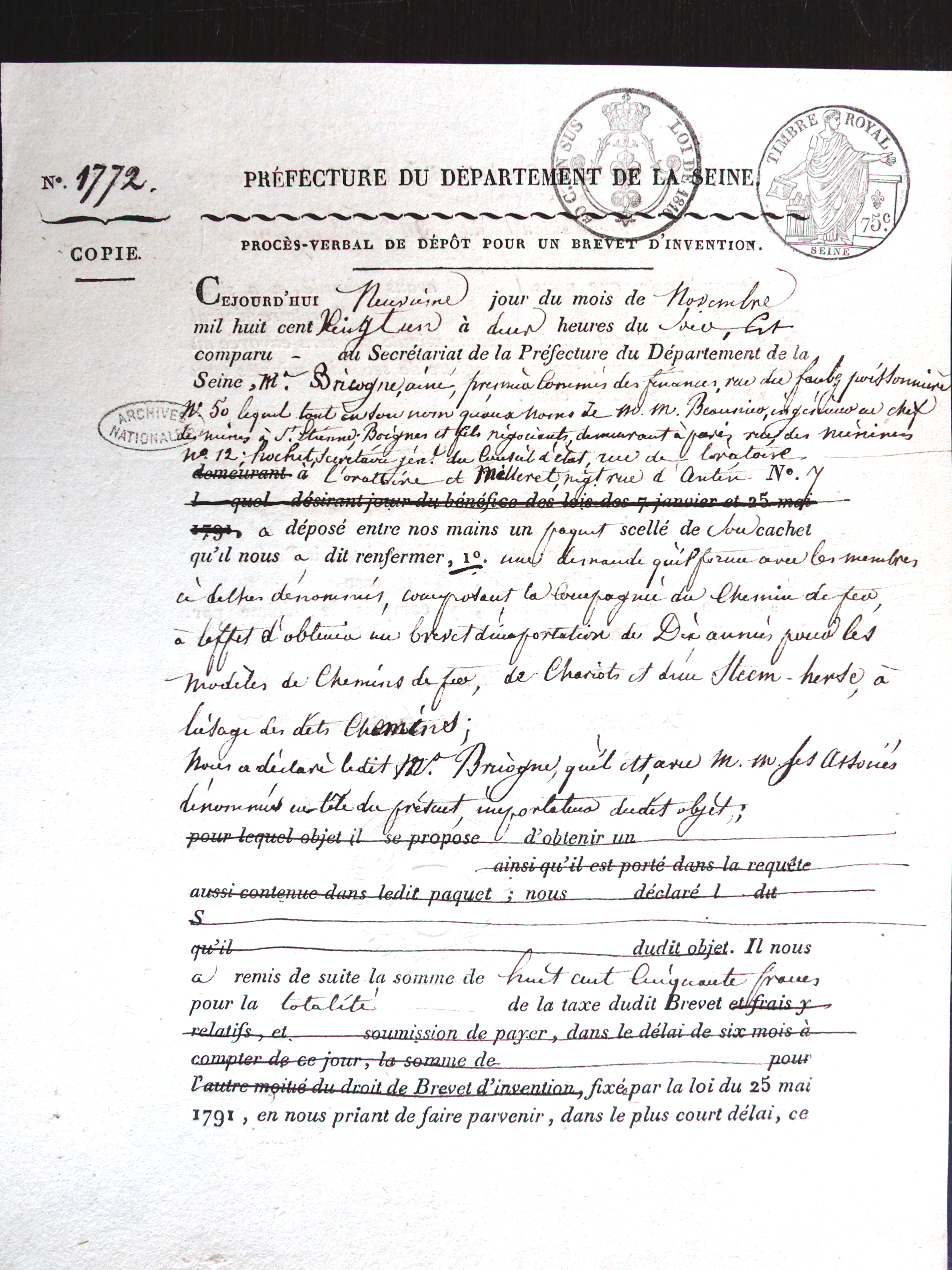
Procès-verbal du dépôt d'un brevet d'importation, en date du 9 novembre 1821, « de dix ans pour les modèles de chemins de fer, de chariots et d'un steem horse à l'usage des dits chemins ».

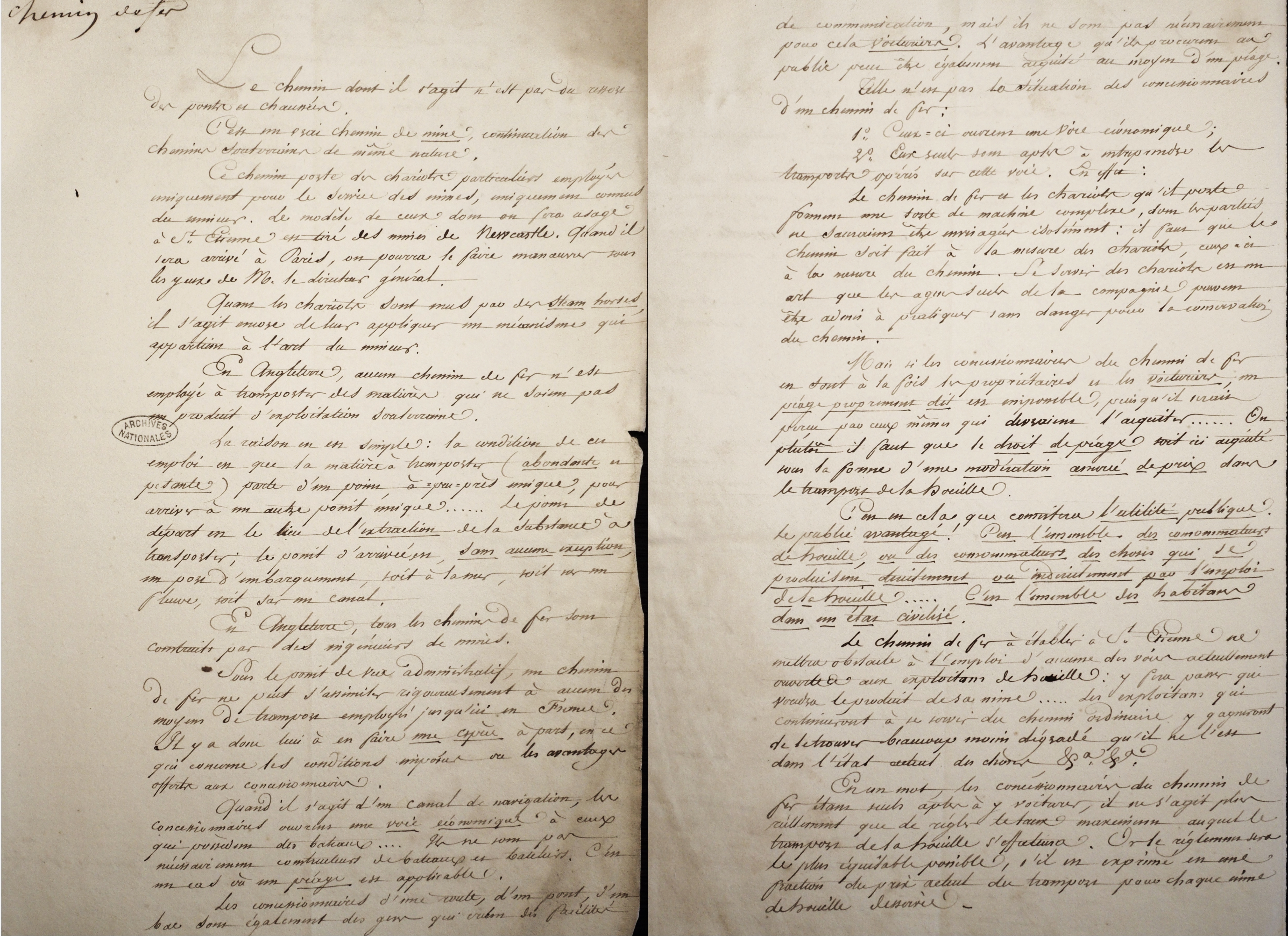
Note manuscrite non datée (circa 1821/1822) définissant l'utilité publique d'un chemin de fer.

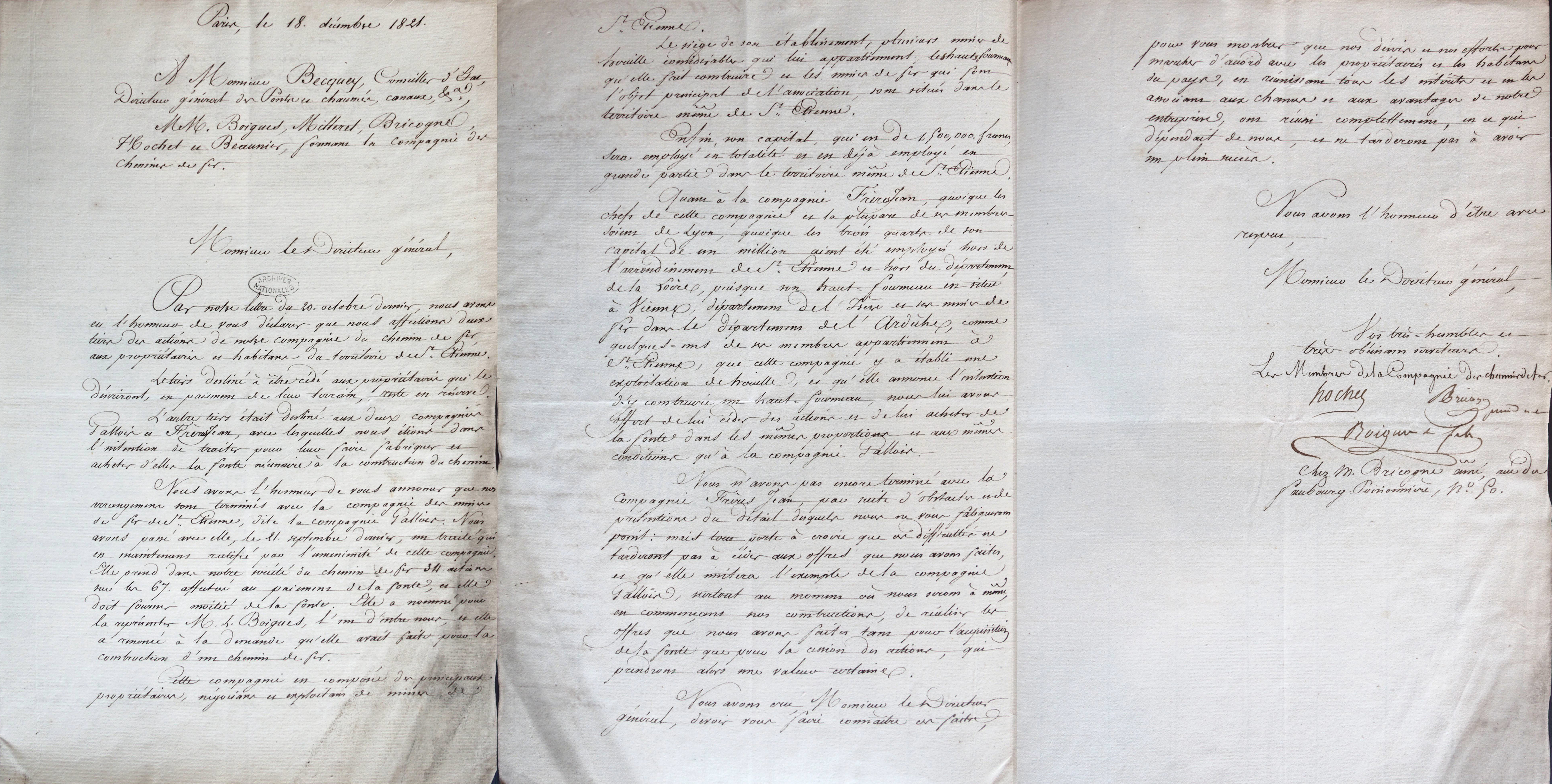
Lettre du 18 décembre 1821 de la compagnie de chemin de fer au directeur général des Ponts & Chaussées, Becquey, relative aux accords avec les compagnies de Gallois et Frèresjean.

C’est sous la pression de l’administration que les trois demandes de concession fusionnèrent en une seule. Par la suite, sous la monarchie de Juillet, l’administration au contraire joua de la concurrence entre les demandes de concession soit pour diminuer le tarif, soit pour diminuer la durée de la concession.
La demande du chemin de fer est formulée au nom de MM de Lur-Saluces, Boigues, Milleret, Hochet, Bricogne, (le nom de Beaunier ne figure pas parmi ceux formulant la demande de concession alors qu’il apparaît dans les visas de l’ordonnance de concession) pour mettre en communication la Loire au Rhône par le bassin houiller de Saint-Étienne.
En appui à leur demande, les auteurs invoquent les motifs suivants :
- difficulté de communication entre les lieux d’extraction et les lieux d’embarquement de la houille. Il en résulte un triplement du prix entre ces deux lieux ;
- impossibilité d’un canal de jonction entre les deux fleuves ;
- ces deux obstacles, analogues à ceux observés en Angleterre, pourraient être levés au moyen d’un chemin de fer, mode de transport intermédiaire entre la route et le canal (d’où l'appellation de « canal sec » pour le chemin de fer[49]) ;
- le tracé du chemin de fer, indépendant de celui de la route de Saint-Étienne à la Loire, rendra à celle-ci sa viabilité en la déchargeant des lourds convois qui la détériorent ;
- en déclarant le chemin de fer d’utilité publique on pourra réunir toutes les parcelles nécessaires au tracé en un tout cohérent, sous réserve d’indemniser les propriétaires touchés ;
- le tracé comportera deux parties, vers la Loire et vers le Rhône, mais seule la partie comprise sur le versant de la Loire sera exécutée immédiatement. (la partie sur le versant du Rhône est demandée à titre conditionnel)[50] ;
- la ligne sera accordée selon une concession directe aux soumissionnaires, sans recourir à une mise en concurrence ;
- pour la construction du chemin de fer, est constituée une société anonyme au capital de 800 000 francs.
- les expropriations seront indemnisées selon les dispositions de la loi du 16 septembre 1807 relative au dessèchement des marais (le dessèchement des marais relève d’un ouvrage d’utilité publique)[51] ;
- engagement à transporter la houille à un coût 30 % inférieur au prix en vigueur.

Par ailleurs, Gallois rédigea en octobre 1821 un « Rapport sur les frais et produits présumés d’un chemin de fer de Saint-Étienne à la Loire » dans lequel est précisé le tracé : point de départ au Pont-de-l’Âne, au bas de la Côte-Thiollière, passe à la pointe de l’étang du Cros, tourne Saint-Priest vers l’ouest pour joindre au nord le Furan puis le suit jusqu’à la Loire à Andrézieux. Le détail du tracé figure sur les plans joints à la demande en concession de la compagnie. La ligne est longue de 17 km auxquels s’ajoutent 4 km d’embranchements à diverses mines. La voie est composée de barreaux ("rail" selon la terminologie de l'époque) posés sur des supports. La traction est assurée par des chevaux (au nombre de 17). Le devis est estimé à 715 000 francs et le rendement du capital investi est évalué à 6 %.
La voie de chemin de fer avait donc exclusivement vocation au transport de la houille jusqu'au fleuve à l’instar des autres lignes qui seront construites autour de Saint-Étienne (St Étienne-Lyon, de la compagnie Seguin, et Andrézieux-Roanne, de Mellet & Henry), du chemin de fer d'Épinac ou du chemin de fer du Gard. L’objectif étant alors de désenclaver un bassin houiller en amenant au moindre coût le charbon à une voie d’eau.

### L'avis consultatif
Le Conseil général de la Loire sollicité, rend son avis le 24 août 1821. Il est favorable à la ligne de chemin de fer pour autant que cette construction ne s’oppose à l’achèvement du canal de Givors. Il souhaite la définition d’un tarif exprimé en volume de houille et autres marchandises transportées. Il demande une mise en concurrence avec publicité de la demande de concession afin d’obtenir le meilleur tarif. Enfin, il préconise que ne soit versée aucune indemnité si l’achèvement du canal est décidé.
Cet avis motive, le 20 octobre 1821, une réponse de la compagnie soumissionnaire au directeur des Ponts & Chaussées. Elle est d’accord pour fixer un tarif en fonction de la distance et par hectolitre de houille de même pour caler ce tarif sur celui du canal de Givors. Mais elle refuse la mise en concurrence eu égard à la primauté de sa demande.
Consultée également, la Chambre consultative des arts et manufactures rend un premier avis le 18 octobre 1821. Elle exprime sa préférence pour un canal, émet le vœu de la définition d’un tarif et demande que la ligne soit accessible à d'autres opérateurs, qui emploieraient leurs propres chariots. Un deuxième avis est rendu le 17 avril 1822 par lequel elle prend la défense des intérêts menacés (paysans qui voituraient le charbon, selliers, charrons...). Elle redoute que la ligne ne serve qu’à l’exportation de la houille. Enfin, elle demande que soit réservée une partie des actions de la société aux propriétaires de l’arrondissement. Un troisième et dernier avis est donné le 2 août 1822 où elle exprime le vœu de la révision du tarif tous les dix ans, de la reconnaissance formelle du droit de créer des embranchements pour desservir les puits. Elle souhaite enfin que le chemin de fer ne soit pas destiné au seul transport de la houille vers le lieu d’embarquement mais aussi, au retour, aux matériaux de construction utiles à la ville de Saint-Étienne.
En réponse, la compagnie de Beaunier apporte les conclusions suivantes :
- accord sur un tarif pour le transport de houille, identique à la descente comme à la remontée, de 1,9 centime/hl/km (hl=80 kg), soit 23,75 cts/t/km, tarif très inférieur à celui du canal de Givors[58] ;
- favorable aux embranchements pour desservir les mines sous réserve que les exploitants s’engagent à garantir le transport minimum de 125 000 hl pan an[59] à l’exclusion de tout autre mode de transport et que le tracé ne nécessite aucun ouvrage d’art ;
- refus de la révision du tarif tous les dix ans car la perpétuité est gage de sécurité. Le tarif proposé n’est d’ailleurs qu’un maximum ; au fil du temps il ne pourra évoluer qu’à la baisse ;
- accord pour réserver les 2/3 des actions aux industriels et propriétaires de l’arrondissement de Saint-Étienne.

Il convient de noter qu’en 1821 parait à Lyon un article anonyme « Du canal ou du chemin de fer ». L’auteur de cette brochure compare les mérites respectifs du canal et du chemin de fer en reprenant les arguments des soumissionnaires en faveur de la voie ferrée (réduire le prix du transport d’un tiers) et appelant « l’attention de l’administration sur la fixation du péage, qui doit être réglée en raison de la dépense d’établissement. »
Dans son rapport en 1824 sur le projet de tracé présenté par Beaunier (cf. infra), Dutens évalue la dépense à 1,4 MF contre 4,2 MF pour un canal. Mais au-delà du devis, Dutens calcule le volume de transport nécessaire au retour sur investissement ; pour couvrir les coûts d’établissement, incluant le rendement du capital social au taux de 6 %, et d’entretien, le chemin de fer doit transporter 651 750 hl de houille contre 2 200 000 hl pour le canal. Or, le volume d’extraction de la houille sur le bassin houiller de Saint-Étienne oscille entre 800 000 et 1 000 000 hl. « …un chemin de fer présentait donc le seul moyen qu’on pouvait raisonnablement établir dans ce moment pour desservir le transport de cette précieuse matière [(houille)]. »

### La concession accordée
En appui au projet d’ordonnance de concession, le ministre de l’Intérieur, direction générale des Ponts et Chaussées, remit au roi le 11 janvier 1823 un rapport justifiant la demande par les arguments suivants :
- le projet de chemin de fer doit faciliter le transport du charbon et les produits des nombreuses manufactures ;
- bien que moins favorable à l’agriculture qu’un canal (irrigation) mais offrant bien d’autres avantages (pas de chômage pour entretien, pas de gel en hiver, rapidité du transport (pas d’écluses à franchir), etc.), un chemin de fer permet de vivifier les lieux qu’il traverse en donnant aux industriels un moyen facile et économique de transport favorable à la consommation et au commerce de leurs produits ;
- le chemin de fer en suppléant aux routes diminue les dépenses de l’État pour leur entretien et contribue efficacement à l’amélioration des communications publiques ;
- les chemins de fer sont peu connus en France et aucun à ce jour n’a été déclaré d’utilité publique (les chemins de fer n’ont été utilisés qu’à l’intérieur d’usines (Indret, Montcenis) ou des carreaux de mines, pas au-delà ; ils n’ont donc pas eu besoin de recourir à l’expropriation pour être construits).
- il convient d’écarter le principe de mise en concurrence avec publicité car ce serait nier les droits des promoteurs du chemin de fer (l’initiative du projet, les études, la conception, le caractère industriel du projet ne peuvent être retirés aux promoteurs pour être repris par d’autres) ;
- refus de la révision du tarif tous les dix ans afin de garantir au concessionnaire la sécurité nécessaire à son entreprise ;
- s’agissant des embranchements, ni le vœu de la chambre consultative ni la proposition en réponse de la compagnie ne sont recevables car ils ne répondent pas à l’utilité publique ; ils ne sont réclamés que dans l’intérêt de quelques particuliers ;
- pour le tarif (selon des calculs visant à un rabais de 30 % tenant compte de la distance moyenne parcourue par les chariots de houille et leur contenance moyenne, la chambre consultative propose 1,7 centimes, le préfet 1,86 centimes, la compagnie 1,90 centimes) le ministre propose de retenir 1,90 centimes car même à ce tarif les exploitants s’empresseront à profiter d’un moyen de transport accessible à toutes les époques de l’année, quelles que soient les intempéries, alors que les voituriers sont toujours habiles à augmenter leur prix pour profiter de circonstances particulières. Même dans l’hypothèse la plus défavorable, ce tarif procure un rabais de 24 % sur le prix pratiqué du voiturage.
- les intérêts des agriculteurs ne sont pas contrariés. Le chemin de fer libérera les chevaux et les bœufs affectés au voiturage de la houille pour le plus grand profit des travaux agricoles dont les produits trouveront avec le chemin de fer de nouveaux débouchés.
- le chemin de fer assimilé à un « canal sec » est, par suite, assujetti aux dispositions de la loi du 8 mars 1810 relative aux procédures d’expropriation pour cause d’utilité publique[63].

Le rapport du ministre apparaît dès lors très favorable aux propositions de la compagnie.

La concession fut accordée par ordonnance du roi Louis XVIII en date du 26 février 1823 à MM de Lur-Saluces, Boigues, Milleret, Hochet, Bricogne et Beaunier qui sont autorisés, sous le titre de «Compagnie du chemin de fer», à construire un chemin de fer de la Loire au Pont-de-l’Âne (art. 1er) ;

«  La haute situation acquise par Beaunier dans le monde industriel lui permit de grouper promptement les capitalistes dont le concours devait assurer l'exécution de son idée ; elle se trouva définitivement consacrée par l'ordonnance royale du 26 février 1823. »

— [Collectif], École Polytechnique - Livre du Centenaire (1794-1894), t. III, Paris, Gauthier-Villars, 1897 (lire en ligne), p. 218.
Le chemin de fer étant assimilé à un canal, il disposait des prérogatives d’ouvrage d’utilité publique. Les expropriations furent effectuées selon les dispositions de la loi du 8 mars 1810 (art. 2). Les croisements des routes royales, départementales et vicinales se firent au moyen d’ouvrages d’art (art. 4). La compagnie n'aurait pas reçu d’indemnité si le gouvernement décide la construction d’un canal ou un autre chemin de fer (art. 5). En cas d’inachèvement, d’abandon ou de renoncement du chemin de fer, les propriétés acquises étaient restituées à leurs anciens propriétaires. Elle disposait d’un délai de cinq ans pour la construction (art. 6). En indemnité (le mot « tarif », ou « péage » n’est pas employé) des frais de construction, la compagnie perçut, à perpétuité, à la descente comme à la remontée, un tarif de 1,86 cts/km/hl houille et coke (soit 23,25 cts la tonne kilométrique) et 1,86 cts/km/50 kg pour les autres marchandises de toutes sortes (soit 37,2 cts la tonne kilométrique) (art. 7). En contrepartie, la compagnie s’obligeait «à exécuter constamment, avec exactitude et célérité, et sans pouvoir, en aucun cas, les refuser, tous les transports qui lui sont confiés, à ses frais et par ses propres moyens. » (art. 7).
Ce nouveau moyen de transport répondant à un intérêt privé (faciliter le transport de la houille vers un fleuve ou un canal), et non du service public, l’administration accorda la concession sans mise en concurrence et à perpétuité. Elle ne fut pas accompagnée d’un cahier des charges ; les seules obligations de la compagnie étant celles fixées par l’ordonnance. Enfin, contrairement à ce qui prévaudra par la suite, elle n’a fait l’objet d’aucun débat au parlement car il ne semblait pas que les chemins de fer dussent jamais devenir un organe essentiel à la vie du pays. Autant de circonstances qui dénotent l’effacement de la puissance publique à organiser ce nouveau mode de transport derrière l’initiative privée ; hormis le tarif fixé à perpétuité, l’État n’a pas à se mêler des affaires internes de la compagnie. « À l’époque des premières concessions, les pouvoirs publics tenaient les voies ferrées pour une propriété privée, appartenant en totalité aux actionnaires ».
Pas un seul Stéphanois ne figure parmi les fondateurs du chemin de fer qui ont néanmoins des intérêts dans les mines de la région ou dans des établissements métallurgiques extérieurs au bassin stéphanois ; ils étaient tous liés par des intérêts d’amitié ou de parenté.
Enfin, dans les années 1820, peu de sidérurgistes étaient convaincus des effets du transport des matières premières par chemin de fer sur le coût final de leur production. À Fourchambault, « On notait cependant que l’amélioration des voies de transport, en particulier les chemins de fer joignant Saint-Étienne aux voies d’eau, pouvait conduire à une réduction du tiers dans le prix du combustible minéral venant de cette région. »

## Tracé

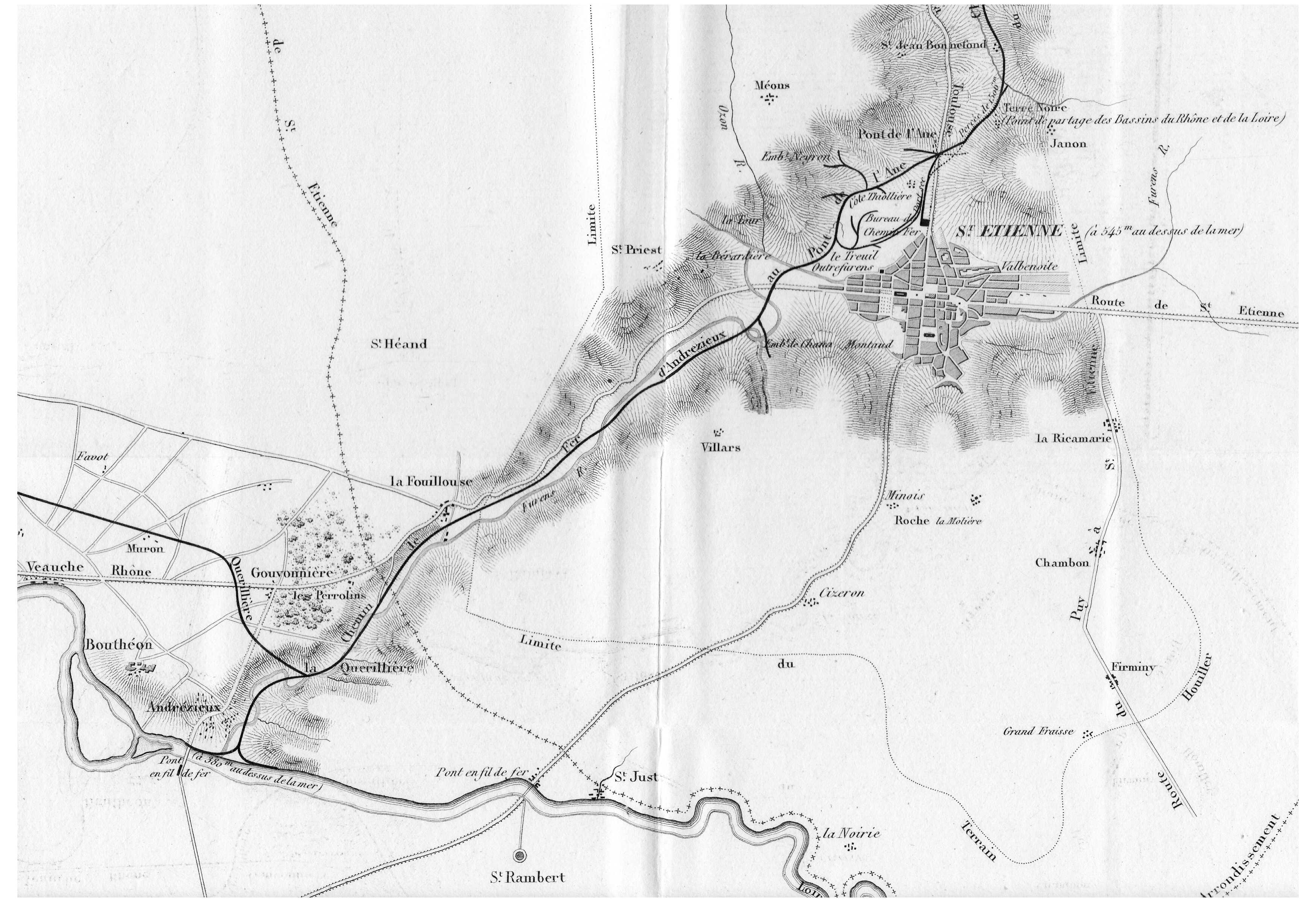
Carte du chemin de fer Saint Étienne - Andrézieux (1837).

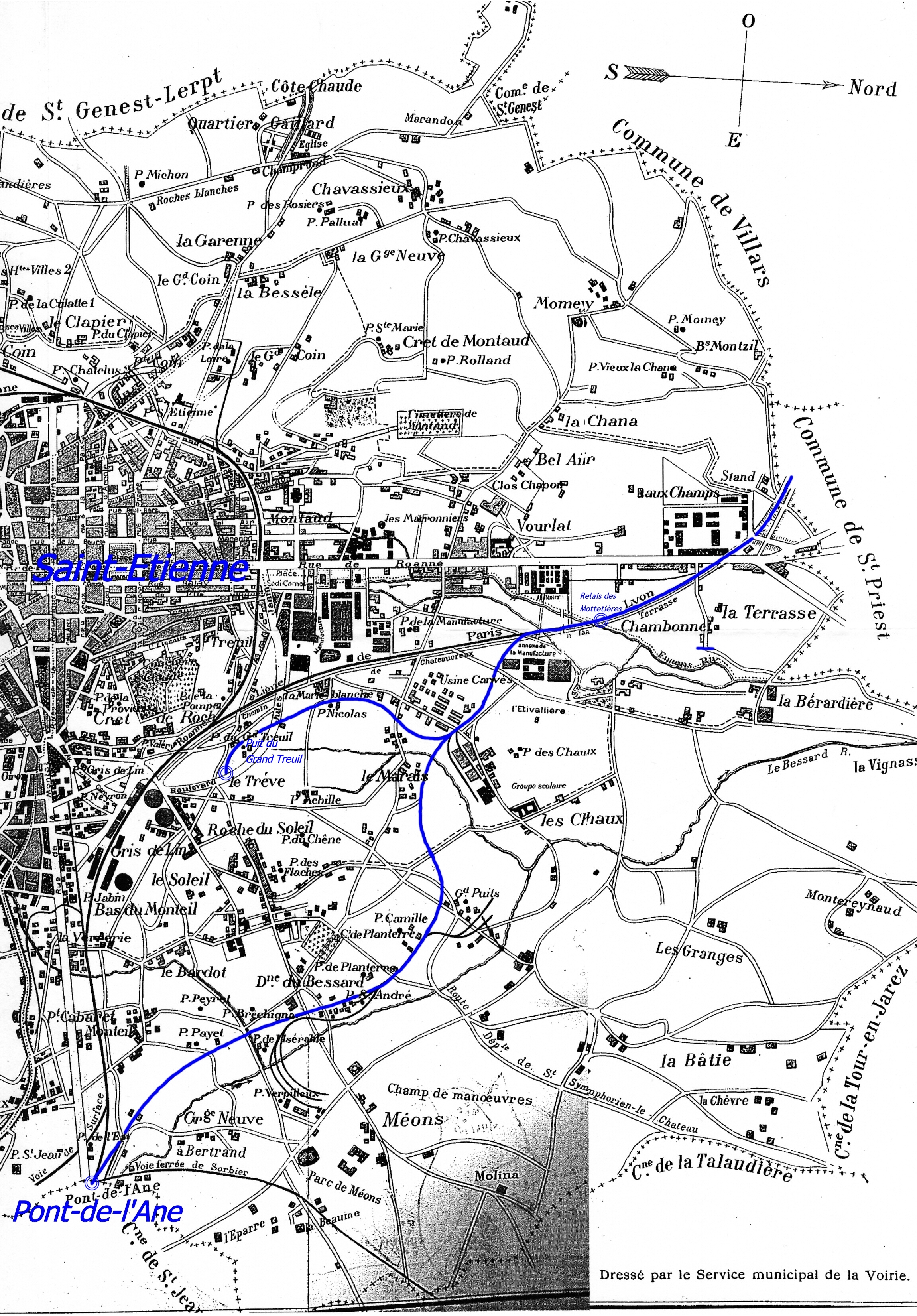
Carte des voies ferrées à Saint-Étienne en 1897 (en bleu le tracé subsistant de la ligne originelle)

Beaunier présenta le 8 décembre 1823 un mémoire sur le tracé proposé par la compagnie qui fut approuvé par ordonnance du 30 juin 1824.
Le tracé avait pour point de départ le Pont-de-l’Âne, hameau à la périphérie de Saint-Étienne situé sur la route royale de Lyon à Toulouse. Il traversait une première fois le Furan à l’usine des Mottetières, coupait la route de Roanne au Rhône, près du domaine de la Terrasse, poursuivait sur les coteaux de Bois-Monzil et de Curnieux. Il traversait à nouveau le Furan, près du moulin de Porchon, en suivait le cours sur la rive droite jusqu’au moulin Saint Paul, franchissait le ruisseau de Malleval. Il suivait le Furan en passant d’un côté à l’autre de la rivière jusqu’au moulin Thibaud pour arriver à Andrézieux où il se terminait en face du magasin Durand. Le tracé se dédoublait alors pour longer la Loire en une branche amont jusqu’au magasin Major et une branche aval jusqu’à la maison du pontonnier en traversant le Furan à son embouchure.
« De plus une branche partant du lieu du Marais, propriété de M. Thiollière-Dutreuil, se dirige du côté du Treuil, où elle dessert les exploitations de M. Jovin, et delà, remontant, au moyen d’un plan incliné, le plateau du Soleil et de Bérard, elle dessert les mines Major et Barlet, Didier, Berthon et Durand, et autres ; enfin, elle se termine à la route de Saint-Étienne à Lyon, en face de la Verrerie de Bérard. ».
Contrairement à ce que laisserait supposer le nom de la compagnie, le tracé du chemin de fer n’empruntait pas le territoire de la commune de Saint-Étienne.
La construction du chemin de fer suivit de quelques années l’ouverture de la partie nord de la route de Roanne au Rhône (par Feurs, Saint-Étienne, Annonay et Tournon), entre Saint-Étienne et Roanne. Antérieurement à cette nouvelle route, le chargement du charbon sur la Loire s’effectuait à Saint-Just-sur-Loire par Saint-Genest-Lerpt ; tracé comportant de fortes pentes, hantise des voituriers malgré les « renforts » de bœufs ou de chevaux. Ainsi dès 1824, le charbon de Saint-Étienne était embarqué à Andrézieux et non plus à Saint-Just-sur-Loire.

## Constitution de la société
La société anonyme dénommée «Compagnie du chemin de fer de Saint-Étienne à la Loire», entre MM Boigues, Milleret, Hochet et Bricogne (Beaunier n’est pas cité ni Lur-Saluces, décédé en juillet 1823), fut autorisée par ordonnance royale du 21 juillet 1824.
Les statuts de société furent déposés par MM Boigues, Bricogne, Hochet, Milleret, agissant tous les quatre pour leur compte et également comme représentant des héritiers de Lur-Saluces, et Beaunier devant notaire à Paris les 3 et 4 juin 1824 (ils suivent un premier projet de statuts convenus entre les mêmes en novembre 1823 – cf. art. 42). La société, domiciliée à Saint-Étienne, fut formée pour 99 ans avec un capital d’un million de franc (200 actions de 5 000 francs), plus 8 actions gratuites (sans mise de fonds, ou actions dites « d’industrie ») pour les frais, dépenses, droits et salaires d’inventeur et ingénieur-constructeur. (Au XVIIIe siècle, les actions du canal de Givors avaient été émise au cours de 15 000 livres).
Le capital se répartit entre :
- Boigues : 30 actions ;
- Bricogne : 30 actions ;
- Hochet : 16 actions ;
- Milleret : 30 actions ;
- Beaunier : 10 actions.

Les 84 actions restantes furent réservées aux propriétaires, exploitants de houille, négociants et autres intéressés au succès de l’entreprise en contrepartie soit de la valeur des parcelles expropriées soit d’un versement en numéraire du montant de l’action. C’est à ce titre que la Compagnie des mines de fer de Saint-Étienne, représentée par Boigues, et la Société des fonderies et forges de la Loire et de l’Isère, de Frèrejean, prirent 34 actions chacune en contrepartie de l’achat de la fonte nécessaire à la construction du chemin de fer. Enfin, Boggio détient 16 actions.
En cas de retard dans l’appel des fonds pour souscrire au capital, l’actionnaire était tenu de verser un intérêt de 6 %. Pour tout versement d’appel de fonds, était distribuée une promesse d’action qui aurait été remise dès lors du versement complet de la somme de 5 000 francs. Les assemblées générales pouvaient avoir lieu soit à Paris soit à Saint-Étienne. Boigues, Bricogne, Hochet, Milleret et Beaunier formaient le conseil d’administration provisoire. Beaunier fut chargé de la direction de la construction du chemin de fer. Pour prix de ses études, voyages, projets, plans modèles, devis et travaux de toute nature, il reçut 8 actions gratuites dont il entra en jouissance lors de la mise en service du chemin de fer. En outre, il perçut un salaire annuel de 4 000 francs.
Par ordonnance royale du 19 avril 1826, 150 nouvelles actions sont émises ainsi que 4 nouvelles actions d’industrie attribuées à Beaunier.
À cette date, les 350 actions, non compris les 12 actions d’industrie, représentent ainsi un capital de 1 750 000 F à comparer au devis estimé par Gallois en octobre 1821 établit à 715 000 F. Mais ce montant ne fut pas suffisant au regard de la dépense finale de plus de 2 millions ; la différence fut couverte par des avances des trois plus gros actionnaires. Cette situation rend compte de la faiblesse du capital de départ, à l’instar de toutes les compagnies primitives de chemin de fer qui suivront.
De tous les actionnaires, seul Marcellin Boggio fut réellement un « stéphanois » ; Beaunier arrivé à Saint-Étienne pour des raisons professionnelles et y réside jusqu’à son départ au Conseil d’État en 1830. Tous les autres étaient « étrangers » à la région stéphanoise. La finance parisienne était par contre déjà très présente. Cette circonstance s’explique par les liens ténus entre mines, sidérurgie et chemin de fer qui appelaient l’immobilisation de lourds capitaux dont les valeurs mobilières (action de 5 000 F et plus) ne pouvaient être souscrites que par des personnalités à l’assise financière conséquente et rompus à la pratique des affaires.
En 1829, par suite d’une modification du nombre d’actions, les 362 actions initiales furent remplacées par 3 620 actions nouvelles (dix actions nouvelles pour une action ancienne).
Un décret du 10 août 1853 approuva une dernière modification des statuts en vue de la dissolution de la société après son rachat.

## Construction et bilan des travaux
Un arrêté préfectoral, en date du 15 février 1825, désigne les propriétés à acquérir par la société. Les cent vingt deux propriétaires touchés par le tracé opposèrent « la plus grande énergie et la plus aveugle résistance». Leur expropriation dura plus d'un an, de 1825 à mi-1826.
La construction débute en juillet 1825.
L’assemblée générale du 18 février 1827 annonce l'ouverture du chemin de fer à l’été. Au 1er janvier 1827, les rails sont posés à l’exception de la section de 2 500 m entre La Rejaillère et Andrézieux. Les terrassements sont achevés, excepté sur l’embranchement du Treuil à la Verrière et sur les voies basses le long de la Loire à Andrézieux. Les ouvrages d’art sont terminés à l’exception du plan incliné du Treuil et du pont à l’embouchure du Furens (Furan) à Andrézieux. Parmi les ouvrages d’art, on compte douze ponts de 10 à 25 m de longueur sur le Furan, cinq ouvrages en maçonnerie et charpente de 107 à 150 m de longueur pour le franchissement du Furan et ses affluents, des aqueducs pour recueillir l’eau de ruissellement, des murs de soutènement et « d’entaille des rochers ». En outre, il faut dénombrer des maisons de cantonniers et de recettes.
À cette date (1827) on a dépensé :
- 197 421 F, sur 280 000 F prévus, pour acquérir les terrains
- 192 106 F, sur 340 000 F prévus, pour les terrassements et ouvrages d’art
- 101 281 F, sur 172 625 F, pour les coussinets
- 363 295 F, sur 521 000 F pour la fonte
- 4 068 F, sur 124 000 F, pour les chariots
- 16 674 F, sur 25 000 F, pour les frais généraux
- 67 484 F, sur 102 875 F, pour les études, et conduite des travaux
- 7 182 F pour les pièces modèles
- 7 281 F pour des rais exceptionnels

Soit un total de 956 792 F.
«D’après une première estimation, la compagnie évaluait la dépense… [pour un] total de 1 357 000 F.», soit quasiment le double de l’évaluation de Gallois en 1821 (715 000 F.). Par ailleurs, « vu les augmentations qui ont lieu dans les ouvrages et dans le prix des terrains, cette dépense s’élèvera à près de deux millions. »
En 1828, la dépense totale est évaluée à 1 783 195 F (soit 87 000 F/km, pour 20,5 km), dont une dépense de matériel 274 683 F, et un coût d'entretien annuel de 12 000 F.
Le chemin de fer a été construit à l’économie en raison du faible bénéfice espéré résultant d’un tonnage de houille transportée modéré consécutivement à l’absence de canalisation de la Loire qui aurait permis l’exportation d’un volume de houille bien plus important. Construit à l’économie (forte pente, courbes de faible rayon, usage de la gravité à la descente), le chemin de fer épouse au plus près le relief du terrain en évitant les ouvrages d’art. De plus, le renchérissement de la fonte en 1825-1826 (de 35 F à 50 F la tonne) pèse sur les dépenses d’établissement.

## Exploitation

### Ouverture de la ligne
Le 29 juin 1826, la duchesse d’Angoulême, fille de Louis XVI, venant de Vichy, séjourne à Saint-Étienne où le chemin de fer, non encore achevé, lui est présenté le 30 juin.
Becquey écrit : 

« Déjà on a pu se convaincre de la supériorité de ce moyen de transport par l’expérience qui a eu lieu le 30 juin, à deux heures et demie du soir, en présence de son Altesse royale Madame la Dauphine, sur la partie du chemin de fer confectionnée de Saint-Etienne à la Loire, dans l’étendue d’un kilomètre. Un seul cheval a fait mouvoir sur la ligne descendante, qui, dans cette partie, a une pente de 87e, cinq chariots chargés de 10.000 kg de houille et a remonté trois des mêmes chariots. »

— Becquey, Rapport au ministre (circa juillet 1826).
.
Bien que les différents auteurs ne donnent pas de date précise, par recoupement de divers documents officiels et de témoignages, l’ouverture publique du service intervient fin juin 1827, le 30 du mois comme l'indique Beaunier :

« A moins d’une année de là, (le 30 juin 1826) la pose des rails (barreaux de fonte) était commencée, et j’étais assez heureux pour offrir à madame la Dauphine, le spectacle entièrement nouveau pour la France, de chariots mis en mouvement sur un chemin de fer, d’utilité générale. A une autre année de date, jour pour jour, cette utilité commençait à être satisfaite par la mise en exploitation de l’entreprise. »

— St Etienne, 19 février 1828, l’inspecteur divisionnaire au corps royal des mines Beaunier à M. le Conseiller d’Etat, Directeur général des ponts et chaussées et des mines.

## Exploitation hippomobile

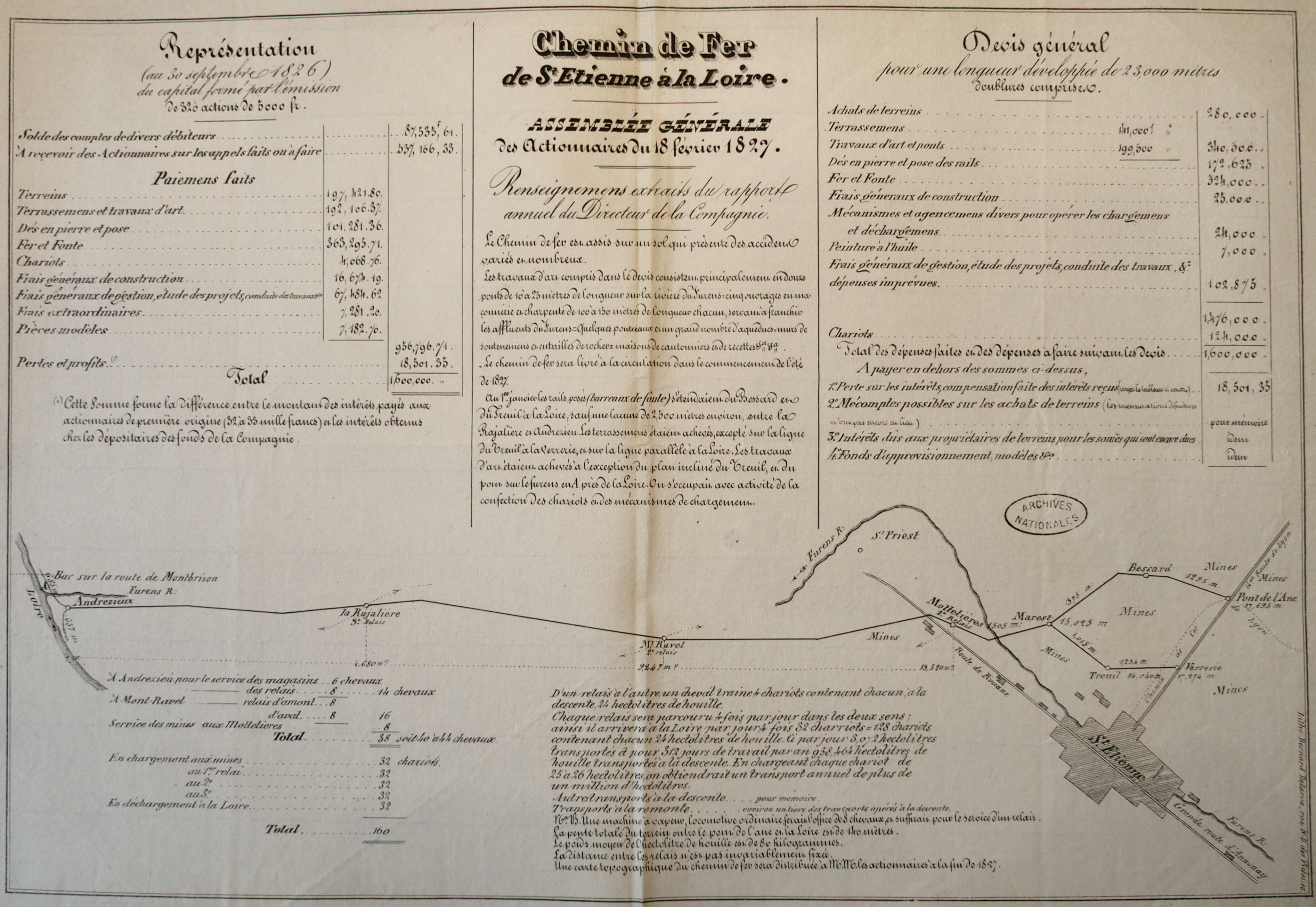
Chemin de fer de Saint-Étienne à la Loire - renseignements généraux (1827)

La ligne est divisée en relais : après le Pont-de-l’Âne (17,7 km d’Andrézieux), le premier relais est situé aux Mottetières (13,5 km d’Andrézieux) ; le second à Mont Ravel (9,2 km d’Andrézieux) ; le troisième à La Rejaillière (4,7 km d’Andrézieux). À partir du Marais (15,0 km d’Andrézieux) où se détache l’embranchement, Le Treuil est à 16,0 km d’Andrézieux et la Verrière à 17,5 km.
Le service de traction des chariots est confié à des « entrepreneurs particuliers ». La compagnie dispose de 160 chariots ; 32 à chacun des deux terminus et 32 à chacun des trois relais.
D’un relais à l’autre, un cheval traîne quatre chariots contenant chacun à la descente 24 hl de houille, soit 1 920 kg (1 hl de houille = 80 kg). La distance entre deux relais est parcourue quatre fois par jour dans les deux sens (quatre aller-retours). On utilise 40 à 44 chevaux pour assurer le service :
- six chevaux à Andrézieux pour le service des magasins sur le port ;
- huit chevaux à Andrézieux pour le service de la section vers La Rejaillière ;
- seize chevaux au relais de Mont Ravel (8 pour le service de la section aval vers La Rejaillière et 8 pour le service de la section amont vers les Mottetières) ;
- huit chevaux au relais des Mottetières pour le service de la section amont vers Pont-de-l’Âne et l’embranchement du Treuil ;
- le reste des chevaux pour la réserve.

Ainsi, huit  chevaux véhiculant seize chariots, ce sont 128 chariots qui parcourent quotidiennement chaque section permettant le transport à Andrézieux de 3 072 hl de houille, soit environ 245 tonnes. Par an, à raison de 312 jours travaillés, ce sont 76 600 tonnes de houille (958 464 hl) qui sont transportées, mais aussi du fer et de la fonte. À la remonte, on transporte environ le tiers du tonnage de la descente, principalement du bois, de la chaux, du sable et du gravier.
La distance de Saint-Étienne à Andrézieux est parcourue en deux heures à la descente et quatre heures à la remonte. Des grues sont utilisées pour le transbordement et le stockage dans les magasins.
L'entretien de la ligne est confié, par traité, à un entrepreneur pour un coût de 750 F par mois.
La compagnie emploie, en 1832, six gardes chargés de veiller à ce que les agents de la compagnie n’endommagent pas les propriétés riveraines et à écarter des wagons d’éventuels resquilleurs.
La compagnie accorde le droit d’embranchement à tous ceux qui en feraient la demande. Outre celui prévu lors de l’approbation du tracé en 1824 vers Le Treuil et Bérard (ouvert en 1827), on compte, parmi ceux nécessitant une déclaration d’utilité publique, les embranchements vers les mines de Chenay (1840), de Montrambert à Quartier Gaillard à La Terrasse (1840), de Sorbiers à Pont-de-l’Âne (1856), de Monthieux (1854), de Roche-la-Molière au Cluzel (1857). D’autres embranchements sont construits mais ne nécessitent pas de déclaration publique, simplement une entente entre la compagnie et les propriétaires des mines concernées.
Pour écarter la concurrence du roulage, la compagnie abaisse en 1828 son tarif à 19 centimes la tonne kilométrique (contre 23 centimes) à la descente et 37 centimes à la remonte. Malgré cet abaissement de tarif, le transport de la houille se fait au même coût par le chemin de fer que par la route car il n’aboutit directement, sauf exception, ni aux mines ni aux dépôts, nécessitant des transbordements grevant le prix du transport.
Tonnage annuel transporté :
| 1828/1829 | 53 970 tonnes  |
| 1829/1830 | 70 821 tonnes  |
| 1830/1831 | 57 787 tonnes  |
| 1831/1832 | 55 106 tonnes  |
| 1832/1833 | 60 641 tonnes  |
| 1833/1834 | 76 532 tonnes  |
| 1834/1835 | 90 039 tonnes  |
| 1835/1836 | 117 701 tonnes |
| 1836/1837 | 133 524 tonnes |
| 1837/1838 | 157 566 tonnes |
| (..)      |                |
| 1842      | 206 000 tonnes |
| 1843      | 181 000 tonnes |
| 1844      | 201 000 tonnes |
| 1845      | 191 900 tonnes |

Pour assurer son trafic, la compagnie passe des traités avec des sociétés minières.
La quasi-stagnation à partir des années 1840 rend compte de l’importance de la part de la houille dans le total transporté qui est dorénavant concurrencée à Paris par les houillères du nord et de la Belgique.
À la même époque, en 1842, le chemin de fer de Saint-Étienne à Lyon transporte 500 000 à 600 000 tonnes et celui d'Andrézieux à Roanne 50 000 tonnes.

### Ouverture aux voyageurs
Le transport de voyageurs, non prévu à l’origine en dehors des visites officielles, est inauguré en 1832, adjugé à des commissionnaires de roulage  qui payent un péage à la compagnie. Les voitures ordinaires, arrivées à La Terrasse, sont détachées de leur châssis routier pour être hissées, au moyen d’une grue, sur un châssis ferroviaire. Par ce système, les voyageurs n’ont pas besoin de descendre de voiture. Arrivées à Andrézieux, par des opérations inverses, les voitures continuent leur parcours sur la route.
Le trajet de 16 km de La Terrasse à Andrézieux coûte 1,10 F, en classe unique. Quotidiennement, six trains relient Saint-Étienne à Andrézieux (trois dans chaque sens) pour une durée de 50 min à la descente et de 1h10 à la montée.
En 1835, on transporte 100 voyageurs par jour pour 10 000 à 12 000 F de recette.
| 1836  | 36 000 voyageurs par an |
| (...) |                         |
| 1842  | 39 585 voyageurs par an |
| 1843  | 43 481 voyageurs par an |
| 1844  | 48 263 voyageurs par an |
| 1845  | 53 081 voyageurs par an |

À la même époque, le chemin de fer de Saint-Étienne à Lyon transporte plus de 500 000 voyageurs par an.
Mais les chevaux occasionnent des détériorations de la voie, «non seulement au ballast mais aussi aux rails et à leurs fixation, endommagés par la projection de boue et de graviers.».
En août 1834, une crue du Furens provoque d’importants dégâts : deux ponts et près de cinq km de voie sont endommagés nécessitant une interruption de l’exploitation pendant un mois.

## Personnel
En 1829, les administrateurs sont ; Hochet, conseiller d’État honoraire, Maillard, conseiller d’État, de Bonnard, inspecteur général des mines et Hochet, propriétaire.
À la suite du départ de Beaunier pour Paris, où il a été nommé au Conseil d’État, un dénommé Firmin Beaunier le remplace, puis Combe, comptable infidèle qui s’enfuit en 1845 en emportant 100 000 F, dont il restitua la quasi-totalité quelques jours après. Vient ensuite Gillet, ingénieur, puis, en 1845, de Parny jusqu’à la fin de la compagnie.
En 1843, le personnel de la direction se compose de Combe, directeur, Gillet, ingénieur, Girard, chef du mouvement à la Terrasse, Saignol, chef du mouvement à Andrézieux, Dubost, receveur-buraliste à Saint-Étienne, Noiry, receveur-buraliste à Montbrison car la voiture voyageur continuait le parcours jusqu’à cette ville.

## Situation financière
Au 30 septembre 1836, la dépense totale pour la construction (dépense d’établissement) est évaluée à 2 087 555 F pour 20 km de ligne principale et les embranchements soit 100 000 F/km, au lieu de 87 000 prévus, à raison de ;
| (en francs)                                          | Dépense d’établissement | Capital social |                                  |
| ---------------------------------------------------- | ----------------------- | -------------- | -------------------------------- |
| achat de terrains                                    | 390 554                 | 1 810 000      | Actions (362 × 5 000)            |
| matériel                                             | 274 683                 | 41 000         | primes sur placement des actions |
| frais généraux                                       | 103 729                 |                |                                  |
| travaux                                              | 1 195 554               |                |                                  |
| dont                                                 |                         |                |                                  |
| terrassements et ouvrages d’art                      | 369 740                 |                |                                  |
| dés et pose                                          | 186 713                 |                |                                  |
| métal                                                | 526 533                 |                |                                  |
| amélioration et finition depuis mise en exploitation | 123 033                 |                |                                  |
| Total                                                | 2 087 555               | 1 851 000      | Total                            |
| Excédent d’exploitation                              |                         | 236 555        |                                  |

À la même date, les résultats de l’exploitation depuis l’origine (1er octobre 1828) sont résumés ainsi (exercice comptable du 1er octobre au 30 septembre de l’année suivante) :
|                                                  | Produits  | Dépenses  |                                                         |
| ------------------------------------------------ | --------- | --------- | ------------------------------------------------------- |
| péage                                            | 1 788 564 | 878 342   | traction et déchargement dans les magasins d’Andrézieux |
| péage ch. de fer de Roanne à partir de 1833/1834 | 167 396   | 95 875    | entretien et réparation de la voie                      |
| péage ch. de fer de Lyon à partir de 1832/1833   | 84 163    | 163 472   | entretien et réparation du matériel                     |
| fermage diligence à partir de 1831/1832          | 30 394    | 188 256   | frais généraux                                          |
| divers                                           | 26 049    | 44 672    | location                                                |
|                                                  |           | 36 914    | solde du compte, pertes et profits                      |
|                                                  |           | 36 542    | réparations à la suite de dégâts du Furens août 1834    |
| Total                                            | 2 096 568 | 1 444 077 | Total                                                   |
| Bénéfice                                         |           | 652 490   |                                                         |
|                                                  |           |           |                                                         |
| Emploi du bénéfice                               |           | 236 555   | solde des dépenses de construction                      |
|                                                  |           | 316 750   | dividende versé aux actionnaires                        |
|                                                  |           | 99 185    | réserve                                                 |

Le dividende servi aux actionnaires oscille, de 1829 à 1835, entre 27 150 F et 81 450 F, soit rapporté au fonds social, un rendement entre 1,5 et 4,5 %

## Exploitation par locomotive
Malgré l’emploi de locomotives Outre-Manche depuis de nombreuses années, la compagnie s’y refuse, avant tout pour des raisons financières.
Il faut attendre 1843 pour voir circuler, à titre d’essai, les premières locomotives à vapeur.
Conformément à la décision de l’assemblée générale du 30 avril 1843, les travaux de modification du tracé de la voie en 1844 ont conditionné l’achat de deux locomotives Schneider de type 020 et baptisées des noms de « Furens » et « La Loire » d’un poids de 14 tonnes. Une troisième locomotive (« Fulton ») de type 020, d’un poids de 8,5 tonnes, est achetée d’occasion en 1845 au Paris-Versailles. Ce type de locomotive à deux essieux était interdit sur cette ligne depuis la catastrophe de Bellevue.
Ces locomotives se révélèrent insuffisantes au service ; les deux premières trop lourdes et la troisième d’une puissance trop faible.
À la suite d'essais concluants d’une locomotive Kœchlin du chemin de fer Andrézieux-Roanne de type 030, la compagnie commande deux machines du même type baptisées « l’Alsacienne » et « Koechlin », livrées en 1846, d’un poids de 17 tonnes.
Deux machines complémentaires, de type 030 baptisées « La Terrasse » et « Beaunier » sont acquises auprès de Clément-Desormes et mises en service le 7 février 1847, d’un poids de 19,5 tonnes.
Cependant l’emploi de machine locomotive, autorisé par l’administration en juillet 1844, est limité à certaines sections ; en effet, l’arrêté préfectoral du 3 juillet 1844 limite leur emploi aux sections exemptes de croisement avec les routes royales.
Ce n’est qu’en 1845 que la ligne tout entière est exploitée par des locomotives. C’est à partir de cette date que disparaissent des comptes de la compagnie les « frais d’écurie » ou de « fourrage dans les granges ». Un dépôt et un atelier sont construits à la Terrasse non loin de l’ancien relais des Mottetières.
Toutefois des sections de la voie sont dans un état déplorable. La compagnie fait l’objet de mise en garde par l’administration des Ponts & Chaussées. En 1846, elle enjoint à la compagnie «d’abord de limiter à 15 km/h la vitesse des convois, puis renouveler une voie détériorée par quinze ans de service.» Il en est de même du plan incliné de l’embranchement du Treuil dont le câble est source d’accident par rupture en raison d’un manque d’entretien et de l’absence d’un moyen de freinage puissant et efficace.

## Rachat
En aval d’Andrézieux, la Loire est encombrée de rochers sur son cours la rendant difficilement navigable pour les transports. De plus, en raison de son irrégularité, la Loire est navigable 120 jours par an à des intervalles de 3 ou 4 mois ; «On a vu des bateaux chargés de houille demeurer six mois pour parvenir d’Andrézieux à Paris ». Enfin, «L’exportation de la houille est limitée par le nombre de bateaux que l’on peut fabriquer à Saint-Rambert et à Andrézieux » ; l’abattage du bois nécessaire dans les forêts aux alentours d’Andrézieux les a dépeuplés, renchérissant le coût de construction des bateaux qui sont, par ailleurs, « déchirés » tant à Roanne qu’aux autres lieux de dépôts (la vente du bois des bateaux, appelés rambertes, est une autre source de revenus des bateliers). Autant de raison qui justifieront la construction du chemin de fer d’Andrézieux à Roanne, enlevant du trafic à la ligne de St Étienne à Andrézieux.
L’amélioration des voies navigables du nord de la France et l’ouverture du chemin de fer du Nord ont permis aux houilles du nord et de Belgique d’arriver à Paris à moindre coût et en plus grande quantité, retirant au chemin de fer à la Loire les débouchés à l’origine de sa création.
Par ailleurs, les industriels se plaignent des disparités d’exploitation et de tarif entre les trois chemins de fer de la Loire, sans compter les conflits entre eux, notamment à propos de l’embranchement de Montrambert opposant le St Étienne-Lyon au St Étienne-Andrézieux ou en matière d’accès des voies du St Étienne-Andrézieux au chemin de fer Andrézieux-Roanne.
Finalement, la compagnie, comme les deux autres compagnies, d’Andrézieux à Roanne et de Saint-Étienne à Lyon, est rachetée en 1852  et réunie aux deux précitées au sein de la « Compagnie des chemins de fer de jonction du Rhône à la Loire ».
Le Rhône et Loire rachète la compagnie pour 4 525 000 F, soit 94 974 obligations de 625 F à 4 % remboursables sur 99 ans. Des trois, la compagnie est la seule à ne pas connaître de problème financier majeur ; à la veille de 1852 elle n’a que 700 000 F de dette correspondant à un emprunt. Bien que modérément prospère, sa situation financière est satisfaisante.
De construction archaïque, la ligne doit être entièrement rectifiée après son rachat pour permettre la circulation de matériels modernes.

## Épilogue
Le chemin de fer de Saint-Étienne à la Loire est resté isolé entre deux autres chemins de fer, représentant ses prolongements naturels ; Saint-Étienne - Lyon et Andrézieux - Roanne. La réunion de ces trois chemins de fer en une compagnie unique, le « Chemin de fer de jonction du Rhône à la Loire », consacre le projet initial de jonction de la Loire au Rhône.

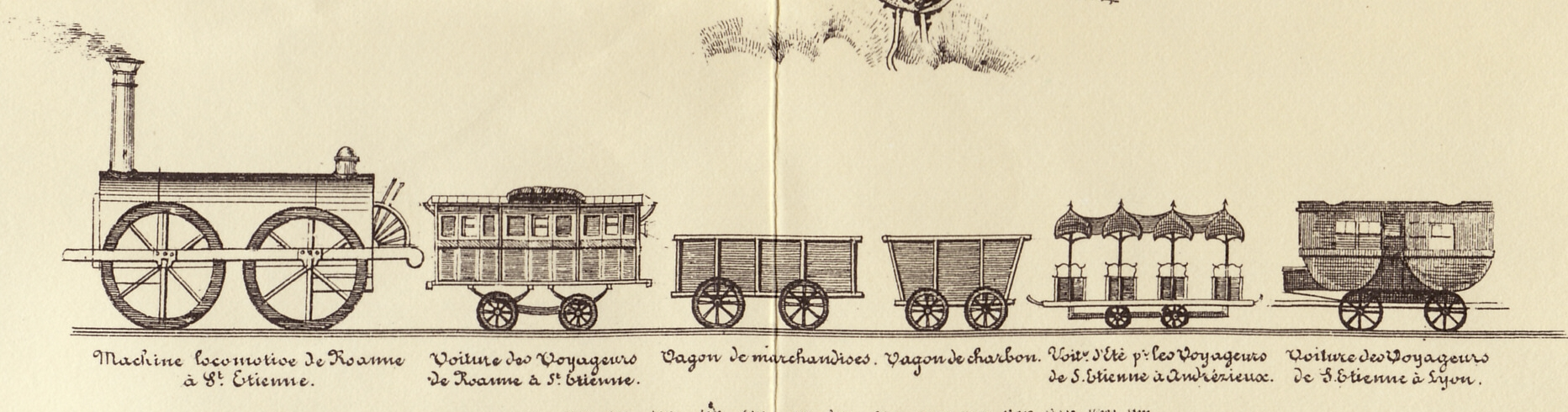
Chemins de fer de la Loire (circa 1830)

Éloignées de la capitale et à vocation industrielle, les trois lignes de chemin de fer autour de Saint-Étienne n’ont pas retenu l’attention de l’opinion publique ; nul ne soupçonnait l’importance de la nouvelle invention. «C’est au spectacle de l’étranger [par anglomanie ambiante, les lignes Stockton-Darlington et surtout Manchester-Liverpool] que l’opinion publique française va, de 1830 à 1833, en prendre peu à peu conscience. ».
Pour ces lignes de la Loire, «l’empirisme des méthodes et l’incertitude des techniques caractérisent ce que l’on pourrait appeler « le premier âge du rail ». ». A. Perdonnet, le « Nestor des chemins de fer », donne dans son traité des chemins de fer de 1855 (1re édition) le commentaire suivant : « Le tracé du chemin de fer de Saint-Étienne à Andrézieux, déterminé lorsque l’on commençait à peine à s’occuper sérieusement de la construction de grande ligne de chemins de fer, est très défectueux, et ne mérite, par conséquent, en aucune manière de fixer notre attention. Il serait injuste cependant de ne pas reconnaître le service qu’a rendu au pays feu M. Beaunier, ingénieur divisionnaire des mines, qui en est l’auteur, en introduisant pour ainsi dire en France ce nouveau genre de voie de communication. Tout autre ingénieur, à l’époque où il construisit le chemin d’Andrézieux, fût tombé dans les mêmes fautes. » Il est vrai qu’en 1855, quasiment 25 ans après l’ouverture du chemin de fer de Saint-Étienne à la Loire, le chemin de fer avait quitté « le premier âge du rail » pour entrer dans « l'adolescence » par la construction de lignes d'une toute autre envergure et à l'échelle du pays tout entier.
Il n’en demeure pas moins que ces chemins de fer, malgré leurs imperfections, donneront une impulsion décisive à la production de houille du bassin stéphanois ; en 1837, la production annuelle de houille du bassin stéphanois s'élève à 1 million de tonnes, soit la moitié environ de la quantité totale de houille extraite par l'ensemble des bassins houillers du pays. « Grâce au chemin de fer, le transport de charbon devint plus facile, les stocks séjournaient moins longtemps sur le carreau des mines. La production, incontestablement augmentait.  » Les autres industries (métallurgie, verrerie, quincaillerie, rubanerie...) profitèrent également des facilités données par ce nouveau moyen de transport.

## Souvenir
La numismatique ferroviaire a gardé le souvenir de la compagnie du chemin de fer de Saint-Étienne à la Loire par la frappe d’un jeton de présence à son conseil d’administration ;

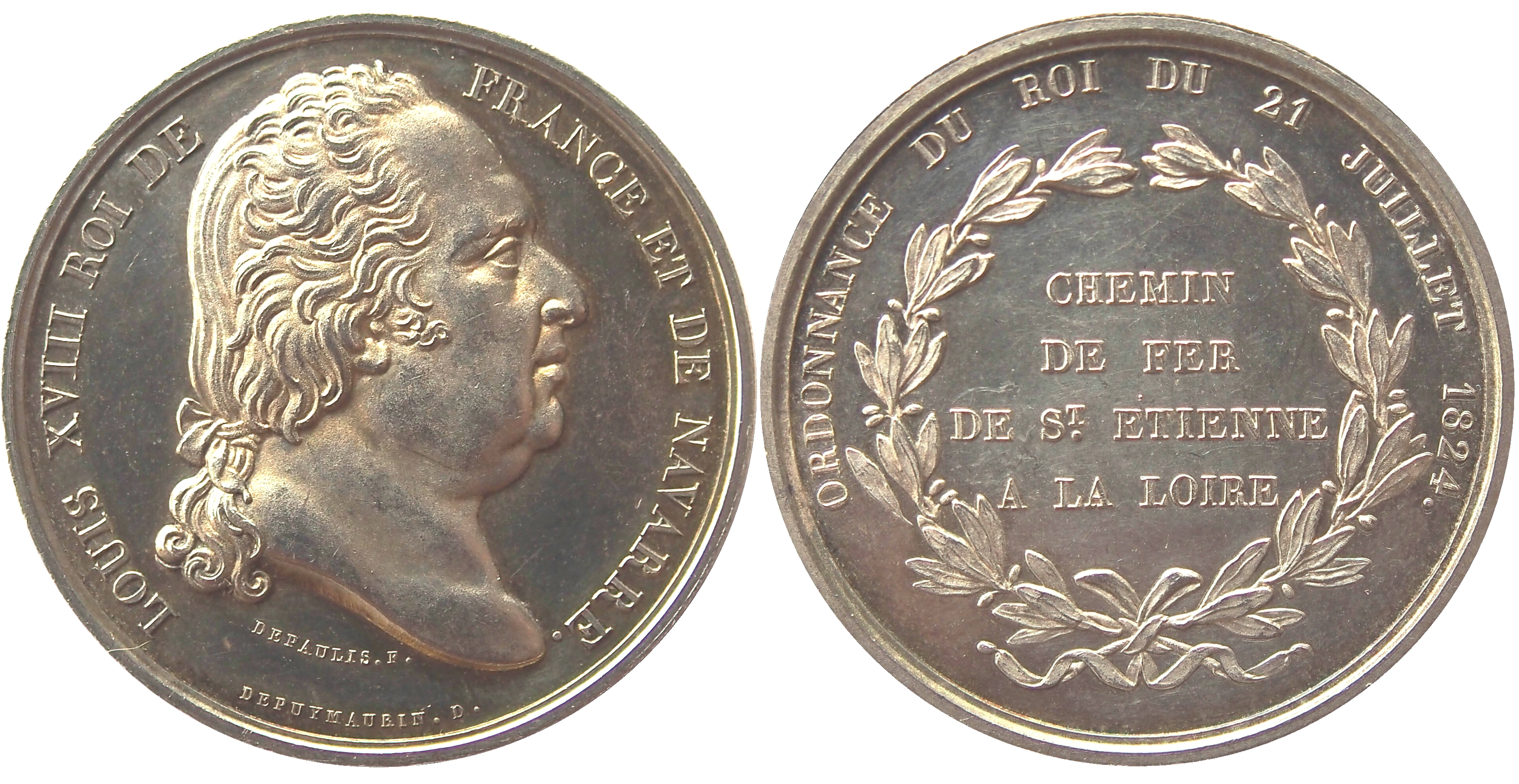
Jeton de présence[142].